# Whytockia bijieensis
Whytockia bijieensis là một loài thực vật có hoa trong họ Tai voi. Loài này được Y.Z. Wang & Zhen Y. Li miêu tả khoa học đầu tiên năm 1997.